# نبرد هرمزدگان

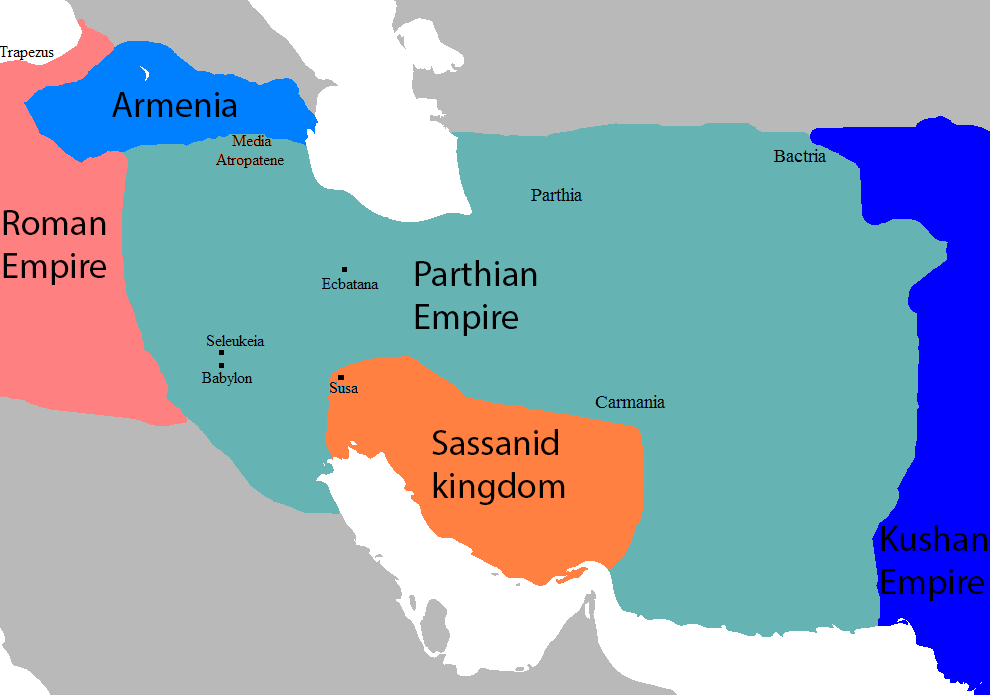
مرزهای شاهنشاهی اشکانی و پادشاهی پارس در زمان نبرد هرمزدگان.

نبرد هُرمزدگان نبردی میان اشکانیان و ساسانیان بود که در ۲۸ آوریل ۲۲۴ میلادی روی داد و نتیجه آن پیروزی خاندان ساسانی بود. پیروزی ساسانیان در این نبرد به حدود پنج قرن حکومت اشکانیان بر ایران پایان داد و آغاز رسمی عصر ساسانی در ایران را رقم زد.
در رابطه با مکان روی دادن نبرد هرمزدگان دو نظریه وجود دارد که یکی آن را در دشت هرمزدگان در نزدیکی شوشتر و یکی دیگری آن را در نزدیکی گلپایگان می‌دانند.
شکست اردوان پنجم، شاه بزرگ اشکانی، به‌دست اردشیر بابکان در هرمزدگان پایان شاهنشاهی اشکانی و آغاز شاهنشاهی ساسانی در ایران را رقم زد.
پس از مدتی مذاکره طرفین چاره‌ای جز آغاز نبرد ندیدند. اردشیر بابکان در بهار ۲۲۴ پس از میلاد لشکر خود را به خوزستان آورد و در نقاط راهبردی دشت هرمزدگان مستقر شد. محل استقرار او باعث شد تا کنترل منابع آبی این دشت را در دست بگیرد. اردوان، از سوی دیگر، از پایتخت اشکانیان یعنی شهر تیسفون راهی هرمزدگان شده بود اما تنها توانست در مکان‌های کم‌اهمیت‌تر دشت مستقر شده و منابع آب کمی در دست داشته باشد. تاریخ آغاز نبرد میان دو لشکر، ۲۸ آوریل ۲۲۴ م. بود. منابع ساسانی می‌نویسند که این نبرد در همان روز به پایان رسید.